# Rut Haktin
Rut Haktin (hebr.: רות הקטין, ang.: Ruth Haktin, ur. 18 grudnia 1901 w Sośnicy, zm. 14 lipca 1991) – izraelska polityk, w latach 1955–1959 oraz 1960–1969 poseł do Knesetu z list Achdut ha-Awoda i Koalicji Pracy
W wyborach parlamentarnych w 1955 po raz pierwszy dostała się do izraelskiego parlamentu. W 1959 nie obroniła mandatu, jednak do Knesetu wróciła 25 października 1960, po rezygnacji Jigala Allona. Zasiadała w Knesetach III, IV, V i VI kadencji.